# Carl Steineck
Johann Heinrich Carl Steineck (* 18. Juni 1821 in Arolsen; † 19. Juni 1899 in Kassel-Wehlheiden) war ein deutscher Jurist und Politiker.

## Leben
Carl Steineck war der Sohn des Haushofmeisters und späteren Hofintendanten Johann Konrad Steineck und dessen Ehefrau Karoline, geborene Helmentag (1794–1871). Er studierte Rechtswissenschaften und wurde 1844 Akzessist in Arolsen. Nach dem Examen wurde er 1848 vertretungsweise Justizamtmann in Sachsenhausen. Ab 1849 war er Advokat und von 1851 bis 1854 Bürgermeister in Arolsen. 1856 wurde er Regierungssekretär in Arolsen. 1860 wechselte er als Kreisrichter nach Korbach, 1866 wurde er zum Kreisrichter in Arolsen und 1867 dort zum Kreisgerichtsdirektor ernannt. Mit den Reichsjustizgesetzen wurde er 1879 Landgerichtsdirektor in Kassel. 1886 trat er in den Ruhestand. Er wurde zum Geheimen Justizrat ernannt.
In den Jahren 1851 bis 1856 gehörte er dem Landtag von Waldeck-Pyrmont an und war dort Parlamentspräsident. Er wurde 1851 im Wahlkreis X und 1852 im Wahlkreis Kreis der Twiste gewählt.